# Brigach

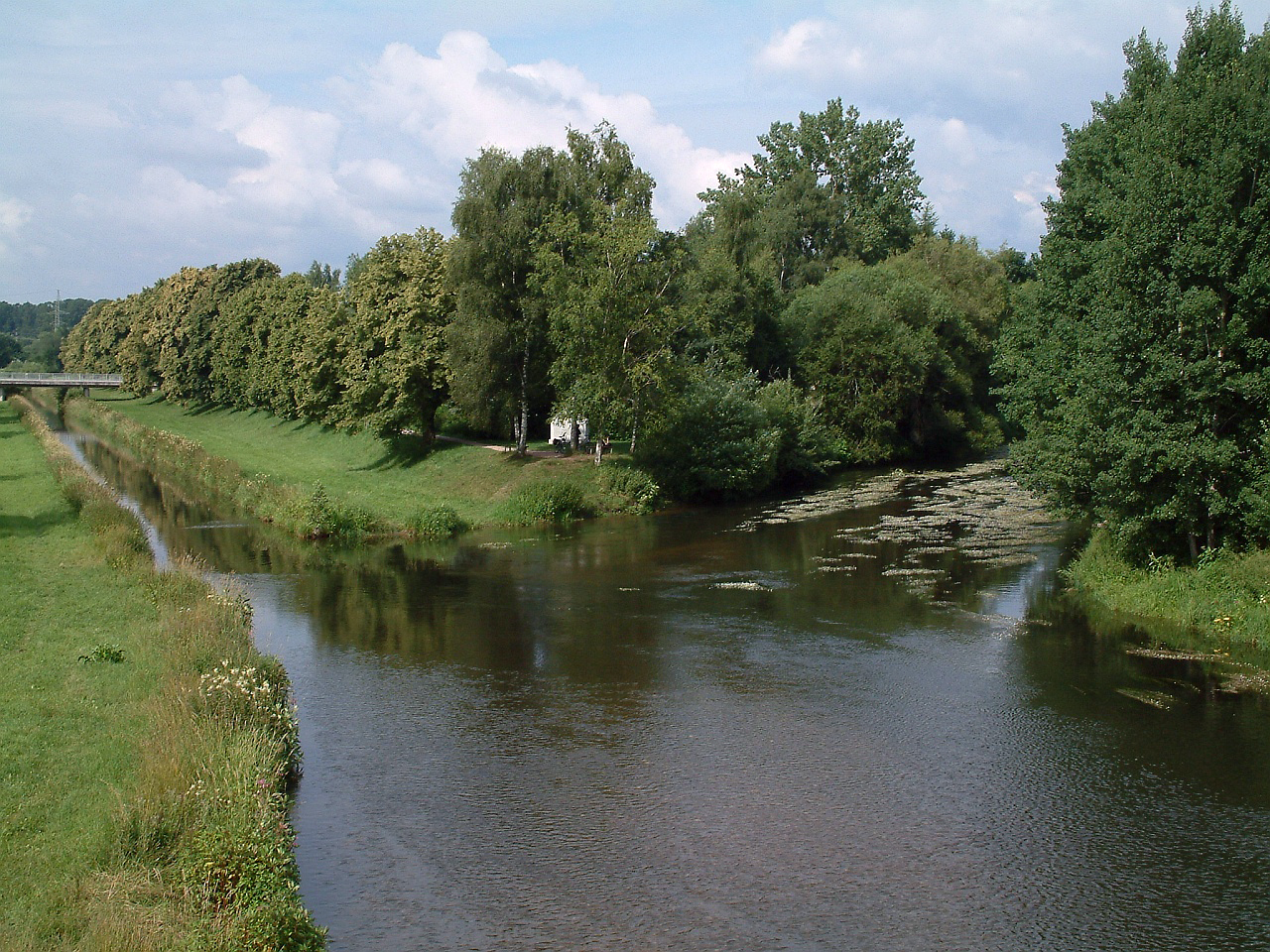
Brigach (t.h.) möter floden Breg (t.v.) och bildar Donau.

Brigach är en 43 kilometer lång flod i delstaten Baden-Württemberg i södra Tyskland. Flodens källa finns cirka 925 meter över havet, sydväst om St. Georgen. Den rinner genom städerna Villingen-Schwenningen och Donaueschingen.
I Donaueschingen möter Brigach floden Breg och bildar Donau.